# William Challee
William Challee (Chicago, 6 aprile 1904 – Woodland Hills, 11 marzo 1989) è stato un attore statunitense.
Ha recitato in oltre 60 film dal 1939 al 1976 ed è apparso in oltre 70 produzioni televisive dal 1951 al 1976. Nel corso della sua carriera, fu accreditato anche con i nomi William Chalee, William Challe e Bill Challee.

## Biografia
William Challee iniziò a lavorare come attore in teatro e fece parte di diverse produzioni a Broadway fin dagli anni trenta. Debuttò nel cinema alla fine degli anni trenta e in televisione agli inizi degli anni cinquanta.
Per la televisione lavorò in veste di guest star o di interprete di ruoli per lo più minori in numerosi episodi e spesso interpretando più personaggi per serie. Apparve, tra gli altri, in 10 episodi di Il cavaliere solitario, tre episodi di Adventures of Superman, due episodi di The 20th Century-Fox Hour, due episodi di State Trooper, due episodi di Have Gun - Will Travel, tre episodi di Carovane verso il west, quattro episodi di Bonanza,
Per il grande schermo interpretò, tra gli altri, Mike Kovac in Tokyo Rose (1946), Reynolds in Morirai a mezzanotte (1947), Leo Stasser in Il porto di New York (1949), Lee Wilkins in La preda della belva (1950), il criminale Dolan in Il sindacato di Chicago (1955), Sweeney in Il capitano dei mari del sud (1958), Gorse in Una corda per il pistolero (1960), Schmidt in L'uncino (1963) e Nicholas Dupea in Cinque pezzi facili (1970).
Fu accreditato per l'ultima volta sugli schermi televisivi in un episodio trasmesso il 26 dicembre 1974, intitolato Antiques e facente parte della serie Movin' On, nel quale interpretava il ruolo di Ansel, mentre per gli schermi cinematografici l'ultima interpretazione risale al film Da mezzogiorno alle tre (1976).
Sposò le attrici Ruth Nelson, Ella Franklin Crawford e Joan Wheeler Ankrum. Morì a Woodland Hills l'11 marzo 1989 e fu seppellito all'Alta Mesa Memorial Park di Palo Alto.

## Filmografia

### Cinema
- Quartiere maledetto (...One Third of a Nation...), regia di Dudley Murphy (1939)
- Destinazione Tokyo (Destination Tokyo), regia di Delmer Daves (1943)
- La storia del dottor Wassell (The Story of Dr. Wassell), regia di Cecil B. DeMille (1944)
- Easy Life, regia di Walter Hart (1944) - corto
- Tamara figlia della steppa (Days of Glory), regia di Jacques Tourneur (1944)
- La settima croce (The Seventh Cross), regia di Fred Zinnemann (1944)
- Il ribelle (None But the Lonely Heart), regia di Clifford Odets (1944)
- L'eterna armonia (A Song to Remember), regia di Charles Vidor (1945)
- Le tigri della Birmania (God Is My Co-Pilot), regia di Robert Florey (1945)
- Contrattacco (Counter-Attack), regia di Zoltán Korda (1945)
- Un'arma nella sua mano (A Gun in His Hand), regia di Joseph Losey (1945) - corto
- Miss Susie Slagle's, regia di John Berry (1946)
- Tokyo Rose, regia di Lew Landers (1946)
- Tutte le spose sono belle (From This Day Forward), regia di John Berry (1946)
- In nome dell'amore (Deadline at Dawn), regia di Harold Clurman (1946)
- California Express (Without Reservations), regia di Mervyn LeRoy (1946)
- Fiamme nella jungla (Swamp Fire), regia di William H. Pine (1946)
- Notturno di sangue (Nocturne), regia di Edwin L. Marin (1946)
- Il mare d'erba (The Sea of Grass), regia di Elia Kazan (1947)
- Boomerang, l'arma che uccide (Boomerang!), regia di Elia Kazan (1947)
- La colpa di Janet Ames (The Guilt of Janet Ames), regia di Henry Levin (1947)
- Morirai a mezzanotte (Desperate), regia di Anthony Mann (1947)
- Un'altra parte della foresta (Another Part of the Forest), regia di Michael Gordon (1948)
- Codice d'onore (Beyond Glory), regia di John Farrow (1948)
- La quercia dei giganti (Tap Roots), regia di George Marshall (1948)
- Le forze del male (Force of Evil), regia di Abraham Polonsky (1948)
- Il regno del terrore (Reign of Terror), regno di Anthony Mann (1949)
- Il porto di New York (Port of New York), regia di László Benedek (1949)
- La preda della belva (Outrage), regia di Ida Lupino (1950)
- I ragni della metropoli (Gambling House), regia di ted Tetzlaff (1950)
- Il lago in pericolo (The Whip Hand), regia di William Cameron Menzies (1951)
- Neve rossa (On Dangerous Ground), regia di Nicholas Ray (1951)
- Il tesoro dei Sequoia (The Big Trees), regia di Felix E. Feist (1952)
- Perdono (This Woman Is Dangerous), regia di Felix E. Feist (1952)
- La storia di Glenn Miller (The Glenn Miller Story), regia di Anthony Mann (1954)
- L'uomo senza paura (Man Without a Star), regia di King Vidor (1955)
- Il sindacato di Chicago (Chicago Syndicate), regia di Fred F. Sears (1955)
- The Desperados Are in Town, regia di Kurt Neumann (1956)
- Cuban calypso (Calypso Heat Wave), regia di Fred F. Sears (1957)
- L'albero della vita (Raintree County), regia di Edward Dmytryk (1957)
- Lo sperone insanguinato (Saddle the Wind), regia di Robert Parrish (1958)
- Il capitano dei mari del sud (Twilight for the Gods), regia di Joseph Pevney (1958)
- L'urlo e la furia (The Sound and the Fury), regia di Martin Ritt (1959)
- Inchiesta in prima pagina (The Story on Page One), regia di Clifford Odets (1959)
- Toby Tyler (Toby Tyler, or Ten Weeks with a Circus), regia di Charles Barton (1960)
- Una corda per il pistolero (Noose for a Gunman), regia di Edward L. Cahn (1960)
- Un piede nell'inferno (One Foot in Hell), regia di James B. Clark (1960)
- I quattro disperati (The Plunderers), regia di Joseph Pevney (1960)
- Cimarron, regia di Anthony Mann (1960)
- E il vento disperse la nebbia (All Fall Down), regia di John Frankenheimer (1962)
- Caccia di guerra (War Hunt), regia di Denis Sanders (1962)
- L'uncino (The Hook), regia di George Seaton (1963)
- Sette giorni a maggio (Seven Days in May), regia di John Frankenheimer (1964)
- Sfida sotto il sole (Nightmare in the Sun), regia di John Derek, Marc Lawrence (1965)
- Joy in the Morning, regia di Alex Segal (1965)
- Cincinnati Kid (The Cincinnati Kid), regia di Norman Jewison (1965)
- Billy the Kid vs. Dracula, regia di William Beaudine (1966)
- Cinque pezzi facili (Five Easy Pieces), regia di Bob Rafelson (1970)
- Zachariah, regia di George Englund (1971)
- Irish Whiskey Rebellion, regia di Chester Erskine (1972)
- La banda di Jesse James (The Great Northfield Minnesota Raid), regia di Philip Kaufman (1972)
- Moonchild, il figlio della luna (Moonchild), regia di Alan Gadney (1974)
- Da mezzogiorno alle tre (From Noon Till Three), regia di Frank D. Gilroy (1976)

### Televisione
- Front Page Detective – serie TV, un episodio (1951)
- Il cavaliere solitario (The Lone Ranger) – serie TV, 10 episodi (1950-1957)
- Squadra mobile (Racket Squad) – serie TV, un episodio (1951)
- Adventures of Superman – serie TV, 3 episodi (1952-1957)
- Gruen Guild Playhouse – serie TV, un episodio (1952)
- Chevron Theatre – serie TV, un episodio (1952)
- Waterfront – serie TV, un episodio (1954)
- Studio 57 – serie TV, un episodio (1955)
- La pattuglia della strada (Highway Patrol) – serie TV, un episodio (1955)
- I segreti della metropoli (Big Town) – serie TV, un episodio (1955)
- Jungle Jim – serie TV, un episodio (1955)
- Lassie – serie TV, un episodio (1956)
- Cheyenne – serie TV, un episodio (1956)
- The Ford Television Theatre – serie TV, un episodio (1956)
- Star Stage – serie TV, un episodio (1956)
- TV Reader's Digest – serie TV, episodio 2x34 (1956)
- Sheriff of Cochise – serie TV, un episodio (1956)
- Jane Wyman Presents The Fireside Theatre – serie TV, un episodio (1956)
- State Trooper – serie TV, 2 episodi (1957-1959)
- General Electric Theater – serie TV, 2 episodi (1957-1960)
- Tales of Wells Fargo – serie TV, 2 episodi (1957-1962)
- Carovane verso il west (Wagon Train) – serie TV, 3 episodi (1957-1964)
- Official Detective – serie TV, un episodio (1957)
- Avventure in elicottero (Whirlybirds) – serie TV, un episodio (1957)
- Cavalcade of America – serie TV, un episodio (1957)
- Panico (Panic!) – serie TV, episodio 1x07 (1957)
- Wire Service – serie TV, episodio 1x31 (1957)
- The 20th Century-Fox Hour – serie TV, episodi 2x11-2x14 (1957)
- Climax! – serie TV, episodio 3x33 (1957)
- Perry Mason – serie TV, un episodio (1957)
- Telephone Time – serie TV, episodio 2x20 (1957)
- Le leggendarie imprese di Wyatt Earp (The Life and Legend of Wyatt Earp) – serie TV, 2 episodi (1958-1961)
- The Adventures of Jim Bowie – serie TV, un episodio (1958)
- Casey Jones – serie TV, un episodio (1958)
- The Texan – serie TV, 2 episodi (1958)
- Lawman – serie TV, 2 episodi (1959-1960)
- Alfred Hitchcock presenta (Alfred Hitchcock Presents) – serie TV, 2 episodi (1959-1961)
- I detectives (The Detectives) – serie TV, episodi 2x10-2x22 (1960-1961)
- Laramie – serie TV, 2 episodi (1960-1961)
- The Andy Griffith Show – serie TV, 2 episodi (1960-1967)
- Maverick – serie TV, episodio 3x25 (1960)
- Black Saddle – serie TV, un episodio (1960)
- Tate – serie TV, un episodio (1960)
- La valle dell'oro (Klondike) – serie TV, episodio 1x06 (1960)
- Outlaws – serie TV, un episodio (1960)
- Gli intoccabili (The Untouchables) – serie TV, 2 episodi (1961-1962)
- Ai confini della realtà (The Twilight Zone) – serie TV, 2 episodi (1961-1963)
- Have Gun - Will Travel – serie TV, 2 episodi (1961)
- Two Faces West – serie TV, un episodio (1961)
- Bat Masterson – serie TV, un episodio (1961)
- The Law and Mr. Jones – serie TV, un episodio (1961)
- The Investigators – serie TV, episodio 1x13 (1961)
- Il virginiano (The Virginian) – serie TV, 2 episodi (1962-1963)
- Gunsmoke – serie TV, 2 episodi (1962-1971)
- The Dick Powell Show – serie TV, episodio 1x17 (1962)
- Frontier Circus – serie TV, un episodio (1962)
- L'ora di Hitchcock (The Alfred Hitchcock Hour) – serie TV, 2 episodi (1963-1965)
- Il fuggiasco (The Fugitive) – serie TV, 2 episodi (1963-1966)
- The Crisis (Kraft Suspense Theatre) – serie TV, un episodio (1963)
- Ben Casey – serie TV, episodio 3x21 (1964)
- Bonanza – serie TV, 4 episodi (1966-1972)
- Selvaggio west (The Wild Wild West) – serie TV, 2 episodi (1967-1968)
- Gli invasori (The Invaders) – serie TV, un episodio (1967)
- Winchester 73 – film TV (1967)
- Iron Horse – serie TV, episodio 2x13 (1967)
- Hawaii squadra cinque zero (Hawaii Five-O) – serie TV, un episodio (1969)
- Mistero in galleria (Night Gallery) – serie TV, un episodio (1970)
- Tre nipoti e un maggiordomo (Family Affair) - serie TV, episodio 5x20 (1971)
- Sarge – serie TV, un episodio (1971)
- Squadra emergenza (Emergency!) – serie TV, un episodio (1973)
- Sulle strade della California (Police Story) – serie TV, un episodio (1973)
- Movin' On – serie TV, un episodio (1974)
- Dynasty – film TV (1976)

## Doppiatori italiani
- Vinicio Sofia in Destinazione Tokyo